# Park Ridge (Illinois)
Pour les articles homonymes, voir Park Ridge.
Park Ridge est une ville située dans la proche banlieue de Chicago au nord-est de l'État de l'Illinois dans le comté de Cook aux États-Unis.

## Géographie
La commune de Park Ridge partage ses frontières municipales avec la ville de Chicago au nord-ouest, non loin de l'aéroport international O'Hare de Chicago.

## Personnalités liées à la ville
- Craig Anderson, gardien de hockey.
- Hillary Clinton, épouse du 42e président, Bill Clinton, elle est la Première dame des États-Unis de 1993 à 2001
- Tina DeRosa, romancière et poétesse
- Adam Jones, guitariste du groupe Tool
- Michael Olson, évêque de Fort Worth
- Carrie Snodgress, actrice, y est née